# SN 2005lb
SN 2005lb – supernowa typu II odkryta 10 września 2005 roku w galaktyce A225450-0015. W momencie odkrycia miała maksymalną jasność 18,00m.